# Fahrenholz
Fahrenholz è una frazione del comune tedesco di Uckerland, nel Brandeburgo.

## Storia
Il 31 dicembre 2001 il comune di Fahrenholz venne fuso con i comuni di Güterberg, Jagow, Lemmersdorf, Lübbenow, Milow, Nechlin, Trebenow, Wilsickow, Wismar e Wolfshagen, formando il nuovo comune di Uckerland.

## Geografia antropica
La frazione di Fahrenholz comprende la località di Lindhorst.

## Amministrazione
Fahrenholz è governata da un consiglio di frazione (Ortsbeirat) composto di 3 membri.